# Glitter (cosmetico)

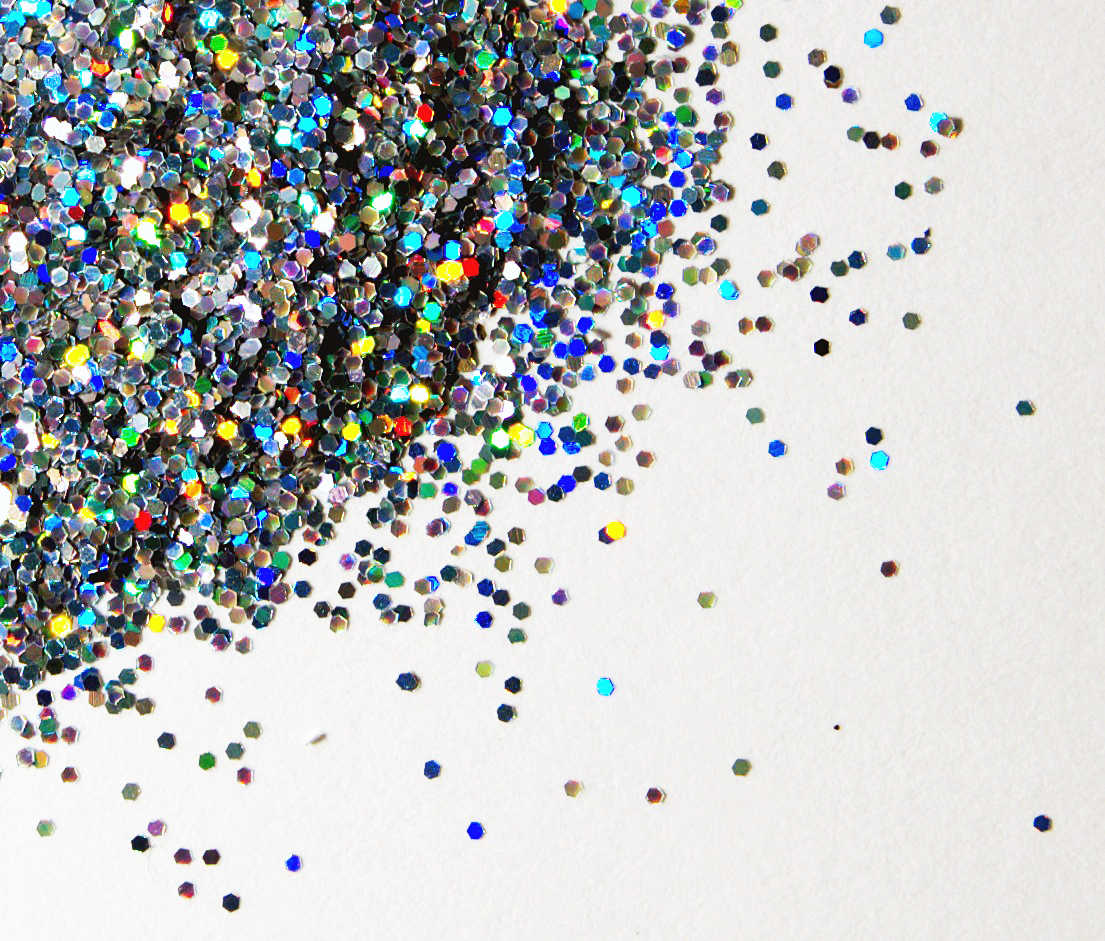
Frammenti di glitter

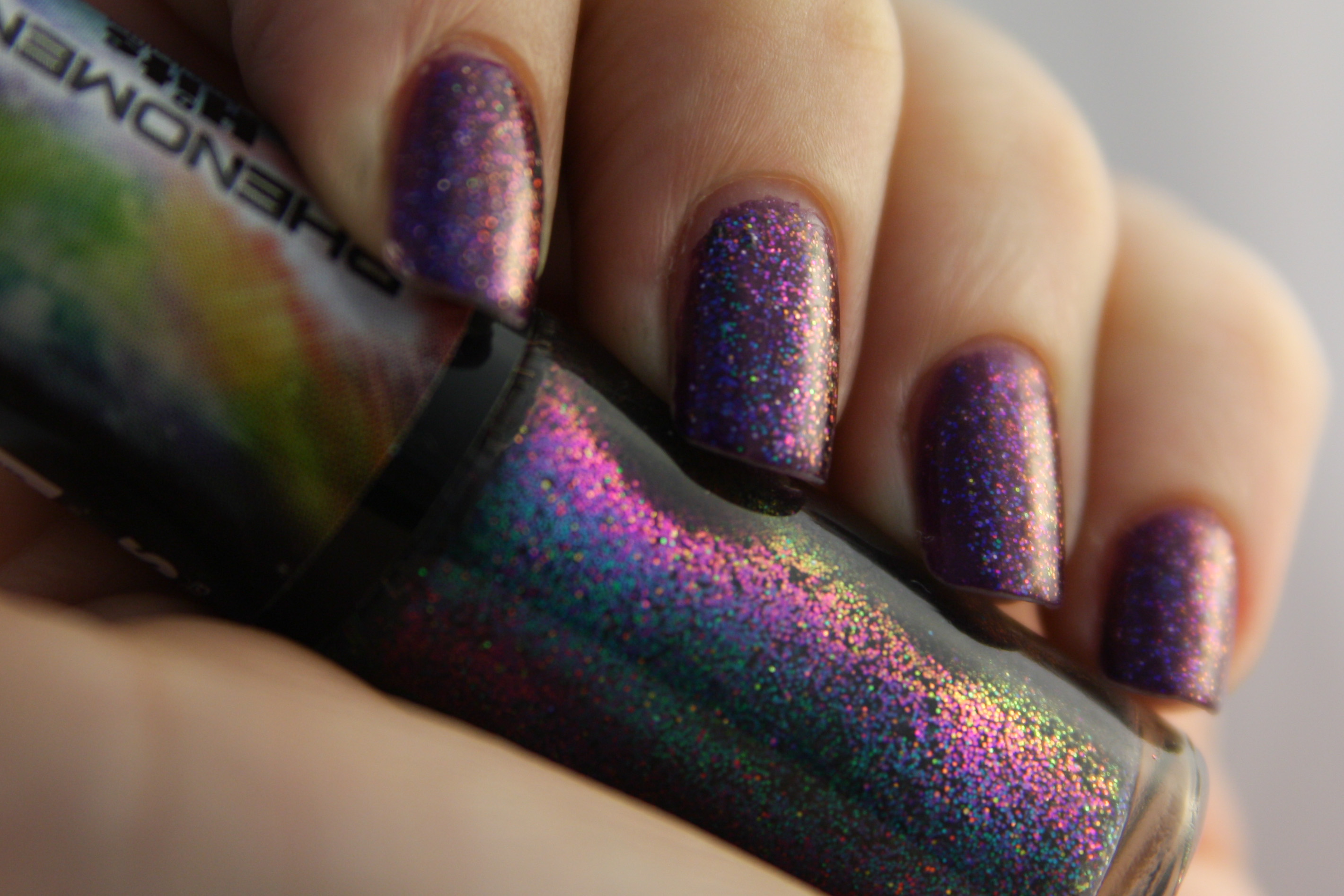
Smalto per unghie con glitter

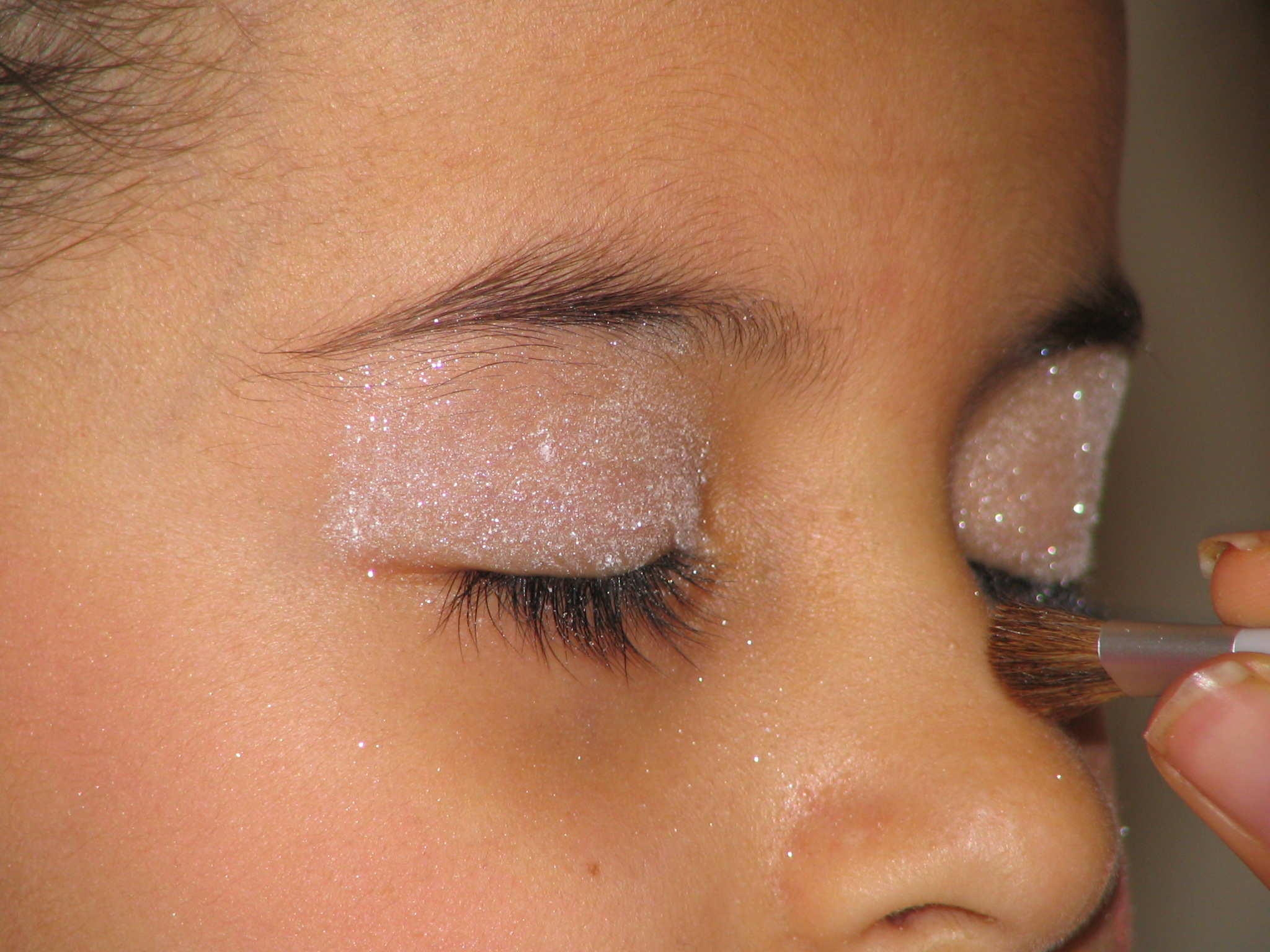
Ombretto con glitter

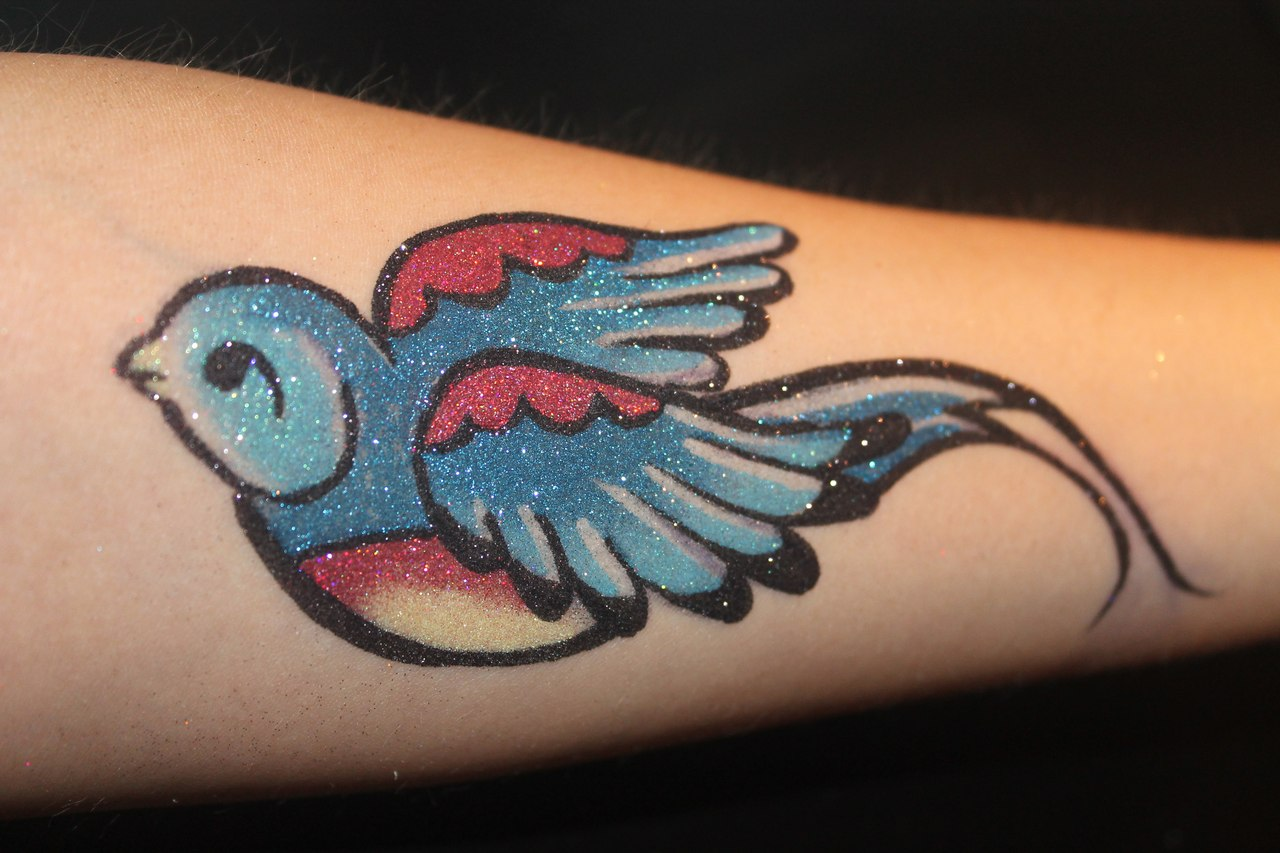
Tatuaggio con glitter

Con la parola inglese glitter si descrive un vasto assortimento di piccolissimi frammenti delle dimensioni massime di 1 mm² costituiti principalmente in copolimeri, piccolissime lamine di alluminio, diossido di titanio, ossido di ferro, ossicloruro di bismuto e altri ossidi e/o metalli, dipinti con colori iridescenti in grado di riflettere la luce nello spettro visibile.
Il glitter è di solito venduto e contenuto in una piccola scatola metallica, simile ad un salino, dai cui fori è possibile controllarne il flusso. Sono disponibili vari assortimenti: da uno specifico colore a confezioni multicolori. È possibile applicarlo permanentemente mediante un forte colla, o temporaneamente con materiali leggermente adesivi. Non si deve confondere con i coriandoli o le paillettes, che sono prodotti con frammenti più grandi.
Il glitter viene utilizzato in progetti artigianali, come le feste mascherate dei bambini, con i quali si raggiunge facilmente un effetto luminoso e iridescente. È usato come elemento di decorazione, quando aggiunto a gomma e plastica. Spesso viene inserito in prodotti di cosmesi come il lucidalabbra, l'ombretto e lo smalto per unghie.
Fu inventato da Henry Rushmann, secondo alcuni nel 1934, secondo altri poco dopo la seconda guerra mondiale.
La parola "glitter" è spesso ed eufemisticamente riferita per definire uno sfarzoso e brillante ma superficiale fascino. Il termine glitterati deriva da glitter e si riferisce genericamente ad una persona dello spettacolo e ai filantropi. In particolare, truccarsi con il glitter fu uno dei principali artifici che contraddistinsero gli interpreti del genere musicale glam, chiamato anche glitter. Fra questi va annoverato Paul Francis Gadd, che prese il nome d'arte Gary Glitter.

## Antichità
È stato scoperto che le superfici scintillanti venivano utilizzate fin dalla preistoria nelle arti e nei cosmetici. La parola inglese moderna "glitter" deriva dalla parola facente parte della lingua inglese media gliteren, forse attraverso la parola norrena glitra. Tuttavia, già 30.000 anni fa, i fiocchi di mica venivano usati per conferire alle pitture rupestri un aspetto scintillante. Si ritiene che gli esseri umani preistorici usassero cosmetici, fatti di ematite in polvere, un minerale scintillante.
Gli antichi egizi producevano "sostanze simili a brillantini provenienti da coleotteri schiacciati" così come cristalli di malachite verde finemente macinati. I ricercatori ritengono che i templi Maya a volte fossero dipinti con vernice glitterata rossa, verde e grigia composta da polvere di mica, sulla base di scansioni a infrarossi dei resti di vernice ancora trovati sulle strutture nell'attuale Guatemala.
I popoli delle Americhe 8.000 anni fa utilizzavano la galena in polvere, una forma di piombo, per produrre una vernice scintillante bianco-grigiastra brillante utilizzata per oggetti ornamentali. La raccolta e l'estrazione superficiale della galena erano prevalenti nella regione dell'alta valle del Mississippi da parte dei popoli nativi di Cahokia, per il commercio regionale sia grezzo che lavorato in perline o altri oggetti.

## Glitter moderno

### Sviluppo
La prima produzione di moderni glitter in plastica è attribuita al macchinista americano Henry F. Ruschmann che negli anni '30 inventò una macchina per tagliare pellicole fotografiche e carta. A volte, la macchina "balbettava", generando piccoli pezzi di cellulosa lucida che i dipendenti raccoglievano e usavano come "neve" per decorare i loro alberi di Natale, facendo nascere i moderni glitter. Con il suo partner, Harry Goetz, Ruschmann tagliò la mica in rondelle e glitter da una pellicola di acetato di cellulosa metallizzata. Durante la seconda guerra mondiale, i glitter di vetro non furono più disponibili, così Ruschmann trovò un mercato per i rottami di plastica, che furono trasformati in glitter. Nel 1943 acquistò la Meadowbrook Farm a Bernardsville, nel New Jersey, dove nel 1948 fondò la Meadowbrook Farm Inventions (MFI) per produrre glitter industriali. MFI divenne Meadowbrook Inventions, Inc. nel 1953. Ruschmann depositò un brevetto per un meccanismo per le pellicole a taglio trasversale e per altre invenzioni relative ai glitter. Substrati per il taglio di glitter espansi da cellulosa metallizzata e fogli di alluminio a pellicole metallizzate e iridescenti, poliestere, PVC e laminazioni tagliate in varie forme.

### Produzione
In epoca moderna vengono prodotte oltre 20.000 varietà di glitter in un vasto numero di colori, dimensioni e materiali diversi. Una stima suggerisce che tra il 1989 e il 2009 siano stati acquistati o prodotti 10 milioni di libbre (4,5 milioni di chilogrammi) di glitter, tuttavia la fonte fornisce prove o punti di riferimento. I glitter commerciali hanno dimensioni comprese tra 0,002 e 0,25 pollici (da 0,05 a 6,35 mm) per lato. Innanzitutto, vengono prodotte lastre piatte multistrato combinando plastica, coloranti e materiali riflettenti come alluminio, biossido di titanio, ossido di ferro e ossicloruro di bismuto. Questi fogli vengono quindi tagliati in minuscole particelle di molte forme tra cui quadrati, triangoli, rettangoli ed esagoni.

### Uso
Prima dei tessuti realizzati con i moderni glitter, le paillettes venivano cucite o tessute sul tessuto per conferirgli un aspetto scintillante. I glitter commestibili realizzati con gomma arabica e altri ingredienti vengono utilizzati anche dagli artisti culinari.
I glitter vengono utilizzati nei cosmetici per rendere il viso e le unghie lucidi o scintillanti. Dopo il Microbead-Free Waters Act del 2015, l'uso di microsfere nel dentifricio e in altri cosmetici "a risciacquo" è stato interrotto negli Stati Uniti, tuttavia dal 2015 l'industria si è spostata verso l'uso di "risciacquo" approvati dalla FDA. off" glitter di plastica metallizzata come principale agente abrasivo.
I glitter sono comunemente usati nelle arti e nei mestieri per colorare, accessoriare e strutturare gli oggetti. Le piccole particelle dai colori vivaci spesso si attaccano ai vestiti, alla pelle e ai mobili e possono essere difficili da rimuovere. Viene utilizzato anche su inchiostri otticamente variabili.
Rivestimenti o finiture glitterati vengono spesso utilizzati sulle esche da pesca per attirare l'attenzione simulando le scaglie dei pesci preda (piccoli pesci pelagici cacciati dai predatori più grandi).
Grazie alle sue caratteristiche uniche, i glitter si sono rivelati utili anche come scienza forense. A causa delle decine di migliaia di glitter commerciali diversi, particelle di glitter identiche possono costituire una prova convincente che un sospettato è stato sulla scena del crimine. Lo scienziato forense Edwin Jones possiede una delle più grandi collezioni di glitter, composta da oltre 1.000 campioni diversi utilizzati per confrontare campioni prelevati dalle scene del crimine. Le particelle di glitter si trasferiscono facilmente attraverso l'aria o il tatto, ma si attaccano al corpo e agli indumenti, spesso senza che i sospettati se ne accorgano.

## Glitter nella cultura
Il glitter può essere visto come uno strumento di moda utilizzato da varie sottoculture, poiché consente di indossare e vedere una dichiarazione visibile sul corpo. Questo perché è stato teorizzato come un "significante tremolante", o qualcosa che destabilizza le nozioni conosciute di cultura popolare, identità e società. Il glitter è associato alle "culture marginali", che spesso utilizzano sfarzo e glamour eccessivi (come il glitter) per evocare una comprensione più profonda tra le relazioni della cultura popolare commercializzata e la cultura o l'arte "alta" detta anche "intellettuale" (high-brow).
Utilizzato dai glam rocker, come David Bowie, Gary Glitter e Iggy Pop, il glitter viene utilizzato anche come strumento per aiutare a sfumare le linee di genere. Ciò ha contribuito a creare il "glitter rock" più estremo, una versione ancora più accentuata del glam rock.
I glitter vengono utilizzati anche da "nail artist" e truccatori per fare dichiarazioni sulla femminilità e sugli standard di bellezza. La natura appariscente e scintillante dei glitter consente agli utenti di spingere le idee standard di bellezza e ciò che è e non è considerato "eccessivo" in termini di trucco. Lo scintillio è solitamente associato alla vita notturna e non alla professionalità, ma indossarlo in contesti diversi può superare questi limiti.
A causa della sua tendenza a staccarsi dagli oggetti su cui viene applicato e ad attaccarsi a superfici indesiderate, tra cui pelle, capelli e vestiti, i glitter vengono utilizzati anche per il "bombardamento di glitter", ossia un atto di protesta in cui gli attivisti lanciano glitter sulle persone in pubblico. Gli "attentatori glitterati" sono stati spesso motivati, ma non solo, dall'opposizione al matrimonio tra persone dello stesso sesso. Alcuni funzionari legali sostengono che il bombardamento glitterato sia considerabile come aggressione e percossa. È possibile che i glitter entrino negli occhi o nel naso e causino danni alla cornea o ad altri tessuti molli, potenzialmente irritandoli o causando infezioni, a seconda delle dimensioni dei glitter. Se un pubblico ministero intende perseguire le accuse, ciò dipende da una serie di fattori.

## Impatto ambientale
Trisia Farrelly, un'antropologa ambientale della Massey University, ha chiesto il divieto dei glitter realizzati in polietilene tereftalato (PETE) e alluminio, poiché si tratta di una microplastica che può rilasciare interferenti endocrini nell'ambiente. Inoltre, secondo Victoria Miller, scienziata di materiali e ingegneria presso la North Carolina State University, i glitter di plastica impiegano circa mille anni per biodegradarsi. Quando dozzine di festival musicali britannici si sono impegnati a vietare la plastica monouso entro il 2021, il divieto proposto includeva glitter di plastica.
I glitter biodegradabili realizzati con l'estratto dell'albero di eucalipto sono metallizzati con alluminio e possono essere colorati. È "il 40% più morbido e più delicato sulla pelle rispetto ai glitter convenzionali" e si decompone nel terreno o nell'acqua. Sono disponibili anche glitter in cellulosa.
Secondo Chris Flower, direttore generale della Cosmetic Toiletry and Perfumery Association, "il contributo totale dei prodotti cosmetici scintillanti ai rifiuti di plastica marina è trascurabile se paragonato agli effetti dannosi di sacchetti e bottiglie... [Mentre] l'effetto totale di rinunciare ai tradizionali brillantini potrebbe non essere una gran cosa rispetto ad altre plastiche dannose, dovremmo comunque fare tutto il possibile."
L'Unione Europea ha deciso di limitare alcuni tipi di glitter a partire dal 17 ottobre 2023.